# Petra Furač
Petra Furač (14. srpnja 1998.), hrvatska gimnastičarka i hrvatska državna reprezentativka iz Karlovca, članica Gimnastičkog kluba Sokola.

## Sudjelovanja na velikim natjecanjima
- europska prvenstva

Sudionica europskog prvenstva koje se je održalo od 12. do 18. svibnja 2014. godine u Sofiji. U konkurenciji 90 vježbačica, bila je 62. na gredi i 71. u prijeskoku.
- svjetska prvenstva

- Olimpijske igre